# Cairnsi repülőtér
A Cairnsi repülőtér (IATA: CNS, ICAO: YBCS) Ausztrália egyik nemzetközi repülőtere, amely Cairns közelében található. Éves utasforgalma 3 807 889 fő (2022).

## Futópályák
A repülőtér futópályái:
- 15/33 (3196 m, 45 m, aszfalt)

## Forgalom
Az utasforgalom az elmúlt években az alábbi módon változott:
| Utasok száma | 527 078 | 863 867 | 2 092 196 | 2 663 348 | 2 690 311 | 3 758 786 | 3 749 970 | 4 318 309 | 4 945 798 | 3 807 889 |
|              | 1985    | 1989    | 1993      | 1997      | 2001      | 2006      | 2010      | 2014      | 2018      | 2022      |

## Légitársaságok és úticélok
2025-ben a Cairnsi repülőtérről az alábbi járatok indulnak (Utoljára frissítve: 2025-02-23):

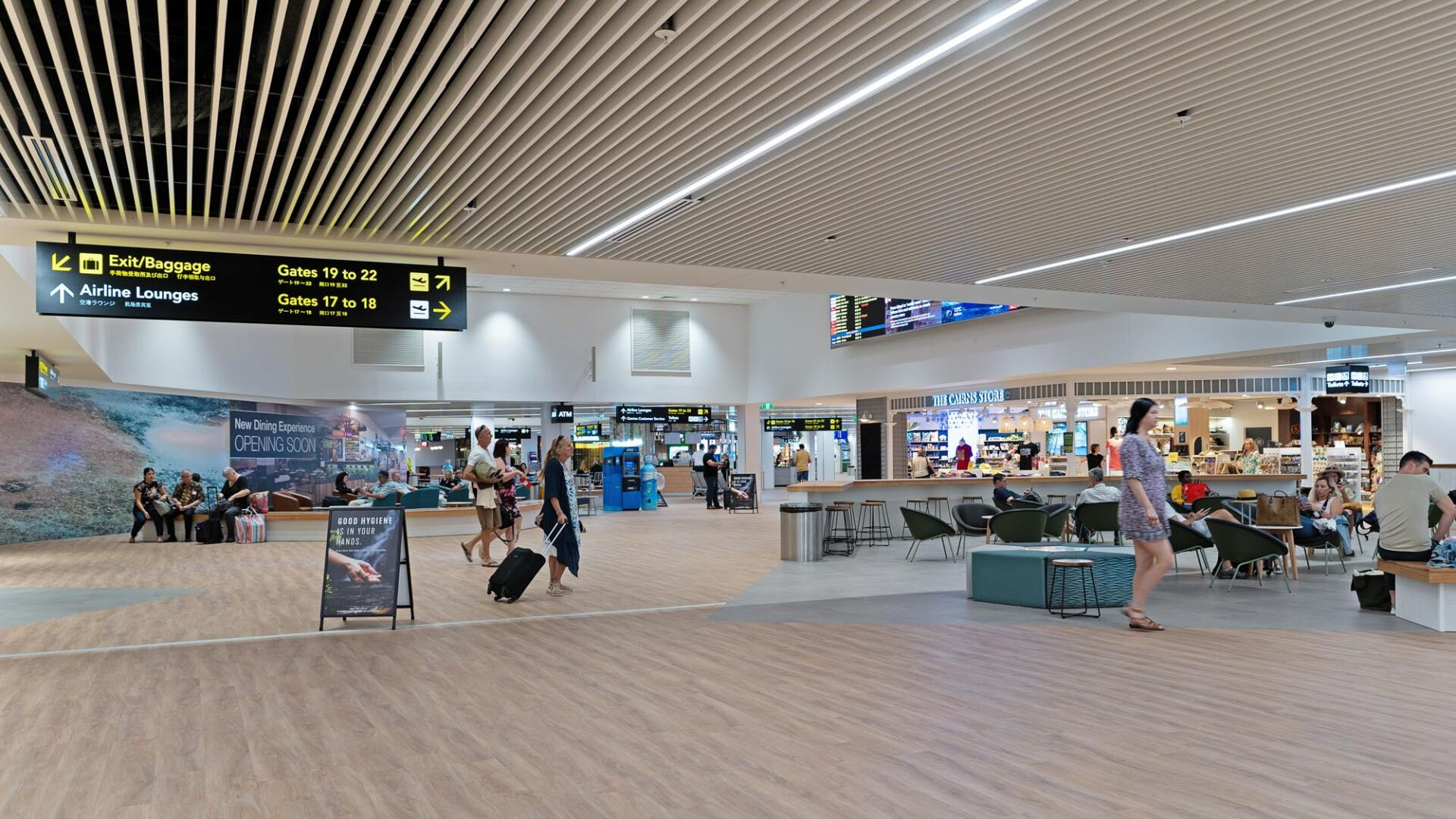
Domestic Terminal, 2022

| Légitársaság           | Célállomások |
| ---------------------- | --- |
| Air New Zealand        | Szezonális: Auckland |
| Air Niugini            | Port Moresby |
| Airnorth               | Alice Springs (kezdődik 2025 április 14-től), Darwin, Gove, Perth (kezdődik 2025 április 14-től)                                                                                 |
| Alliance Airlines      | Groote Eylandt, Weipa Charter: Century Mine,[forrás?] Cloncurry,[forrás?] Trepell[forrás?]                                                                                       |
| Asia Pacific Airlines  | Charter: Tabubil[forrás?] |
| Cathay Pacific         | Szezonális: Hong Kong |
| China Eastern Airlines | Szezonális: Shanghai–Pudong |
| Fiji Airways           | Nadi (kezdődik 2025 április 10-től) |
| Hinterland Aviation    | Coen, Cooktown, Kowanyama, Lockhart River, Pormpuraaw |
| Indonesia AirAsia      | Denpasar |
| Jetstar                | Adelaide, Brisbane, Christchurch (kezdődik 2025 április 1-től), Denpasar, Gold Coast, Melbourne, Osaka–Kansai, Perth, Sunshine Coast, Sydney, Tokyo–Narita Szezonális: Newcastle |
| PNG Air                | Charter: Lihir Island, Port Moresby |
| Qantas                 | Brisbane, Melbourne, Sydney |
| QantasLink             | Adelaide, Ayers Rock, Brisbane, Darwin, Horn Island, Mackay, Moranbah, Rockhampton, Townsville, Weipa                                                                            |
| Rex Airlines           | Burketown, Doomadgee, Mornington Island, Mount Isa, Normanton, Townsville |
| Singapore Airlines     | Singapore |
| Skytrans               | Aurukun, Bamaga, Horn Island, Kowanyama, Lockhart River, Pormpuraaw, Proserpine                                                                                                  |
| Virgin Australia       | Brisbane, Melbourne, Sydney, Tokyo–Haneda (vége 2025 február 24-től) |